# Parapalpares somalicus
Parapalpares somalicus is een insect uit de familie van de mierenleeuwen (Myrmeleontidae), die tot de orde netvleugeligen (Neuroptera) behoort. 
Parapalpares somalicus is voor het eerst wetenschappelijk beschreven door Insom & Carf� in 1989.